# DN1C
DN1C este un drum național din România, care leagă orașul Cluj-Napoca de granița nord-vestică a țării, trecând frontiera în Ucraina pe la Halmeu. DN1C trece prin orașele Gherla, Dej, Baia Mare și Seini.